# オートオゴウェ州
オートオゴウェ州 (オートオゴウェしゅう、Haut-Ogooué) は、ガボンの州である。面積は36,547km2、人口は301,400人（2020年推定）。州都はフランスヴィルである。

## 下位行政区画

オートオゴウェ州の県

- ジョエ県（英語版）
- ジョウオウリ＝アギリ県（英語版）
- ルコニ＝ルコリ県（英語版）
- レココ県（英語版）
- ランブンビ＝レウー県（英語版）
- ムパッサ県（英語版）
- プラトー県（英語版）
- セブ＝ブリコロ県（英語版）
- オゴウエ＝レティリ県（英語版）
- レカビ＝レウォロ県（英語版）
- バイ＝ブリコロ県（英語版）

## 主な都市
- ボンゴヴィル
- モアンダ
- フランスヴィル